# Ophiolebes tuberosus
Ophiolebes tuberosus är en ormstjärneart som beskrevs av Matsumoto 1915. Ophiolebes tuberosus ingår i släktet Ophiolebes och familjen knotterormstjärnor. Inga underarter finns listade i Catalogue of Life.